# 唐纳德·约翰斯顿
唐纳德·约翰斯顿（英語：Donald Johnston，1899年9月30日—1984年8月4日），美国男子赛艇运动员。他曾代表美国参加1920年夏季奥林匹克运动会赛艇比赛，获得男子八人单桨有舵手金牌。